# Fordturm

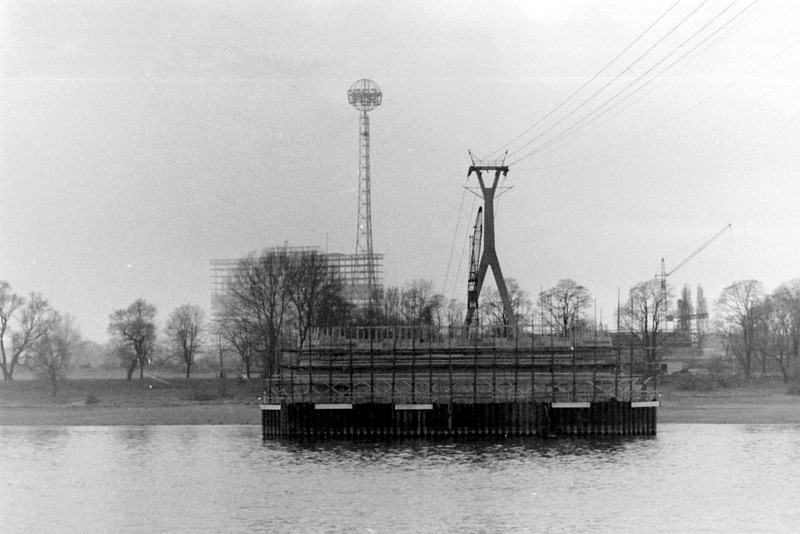
Fordturm und Pylon der Kölner Seilbahn, ca. 1962/63. Vorn Baustelle des Strompfeilers der Zoobrücke, dahinter Baustelle des KHD-Hochhauses (heute Messehochhaus)

Der Fordturm war ein 112 Meter hoher, freistehender Stahlfachwerkturm in Köln-Deutz, am nordöstlichen Rand des Rheinparks am Auenweg. Die Konstruktion von dreieckigem Querschnitt trug auf ihrer Spitze einen sich drehenden Fachwerkglobus von 12 Meter Durchmesser mit der Aufschrift Ford in über 5 Meter hohen Leuchtbuchstaben. Bis zur Spitze waren über 400 Stufen zu überwinden. Der Turm wurde 1950 anlässlich des 50-jährigen Jubiläums der Ford-Werke GmbH errichtet; das Richtfest anlässlich seiner Fertigstellung war am 26. August 1950.
Zur Bundesgartenschau 1957 wurde er renoviert, jedoch bereits 1963 wieder abgerissen. 
Neben dem Bemühen des KHD-Konzerns, das in seiner unmittelbaren Nachbarschaft befindliche Wahrzeichen eines Konkurrenten entfernt zu sehen, stand der Turm auch der neuen Zoobrücke im Weg.